# Nawcz (Łęczyce)
Nawcz (deutsch Nawitz) ist ein Dorf im Verwaltungsbezirk Landgemeinde Łęczyce (Lanz) in der polnischen Woiwodschaft Pommern und gehört zum Powiat Wejherowski (Neustädter Kreis).

## Geographische Lage
Das Dorf liegt in Hinterpommern, in der Nähe der früheren Grenze zu Westpreußen, 17 Kilometer ostsüdöstlich von Lauenburg in Pommern, 23 Kilometer südwestlich von Wejherowo (Neustadt in Westpreußen) und elf Kilometer südsüdöstlich von Łęczyce (Lanz)-

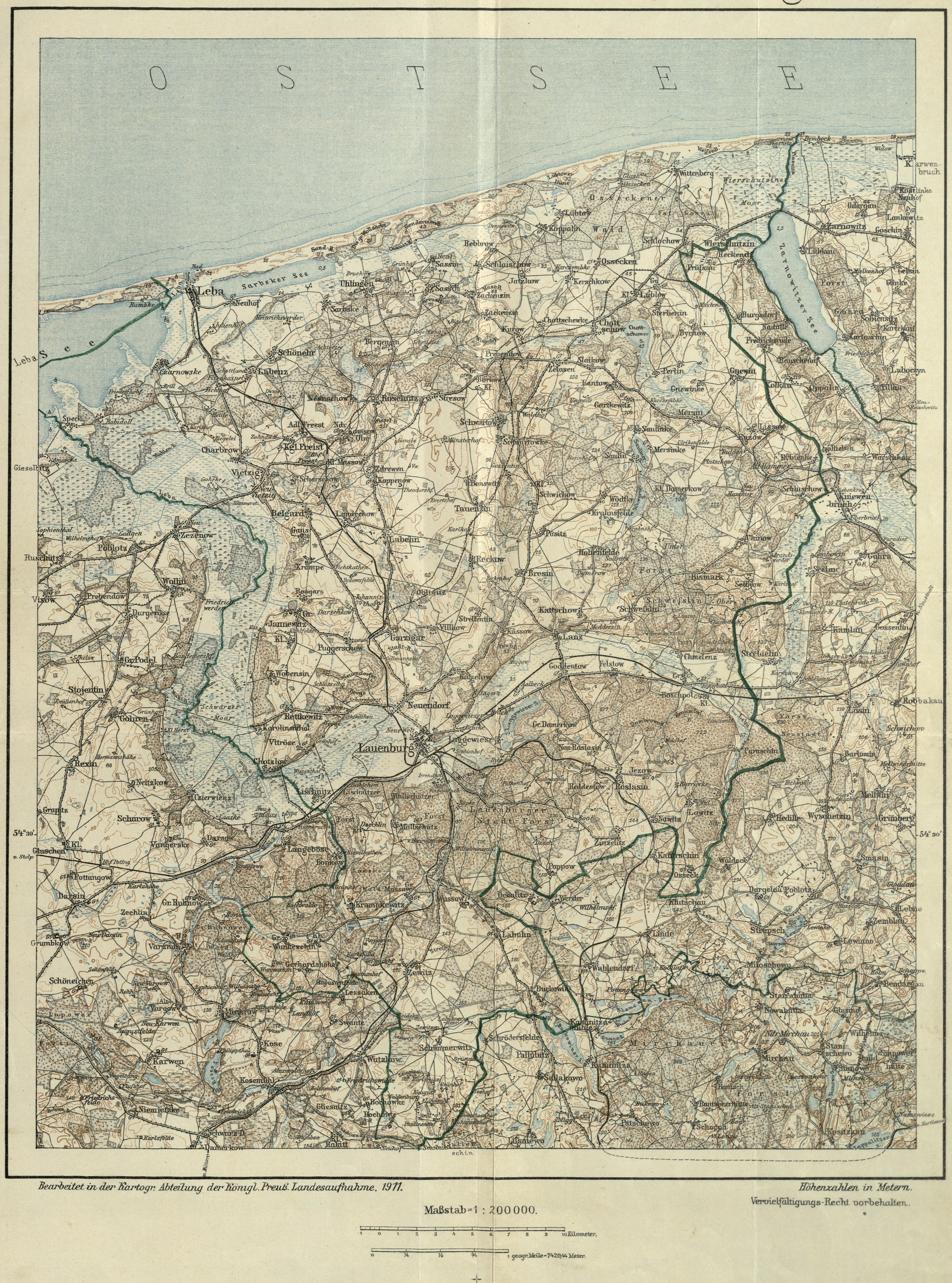
Nawitz, ostsüdöstlich der Stadt Leba an der Ostsee, ostsüdöstlich der Stadt Lauenburg in Pommern und südsüdwestlich des Zarnowitzer Sees, auf einer Landkarte von 1911

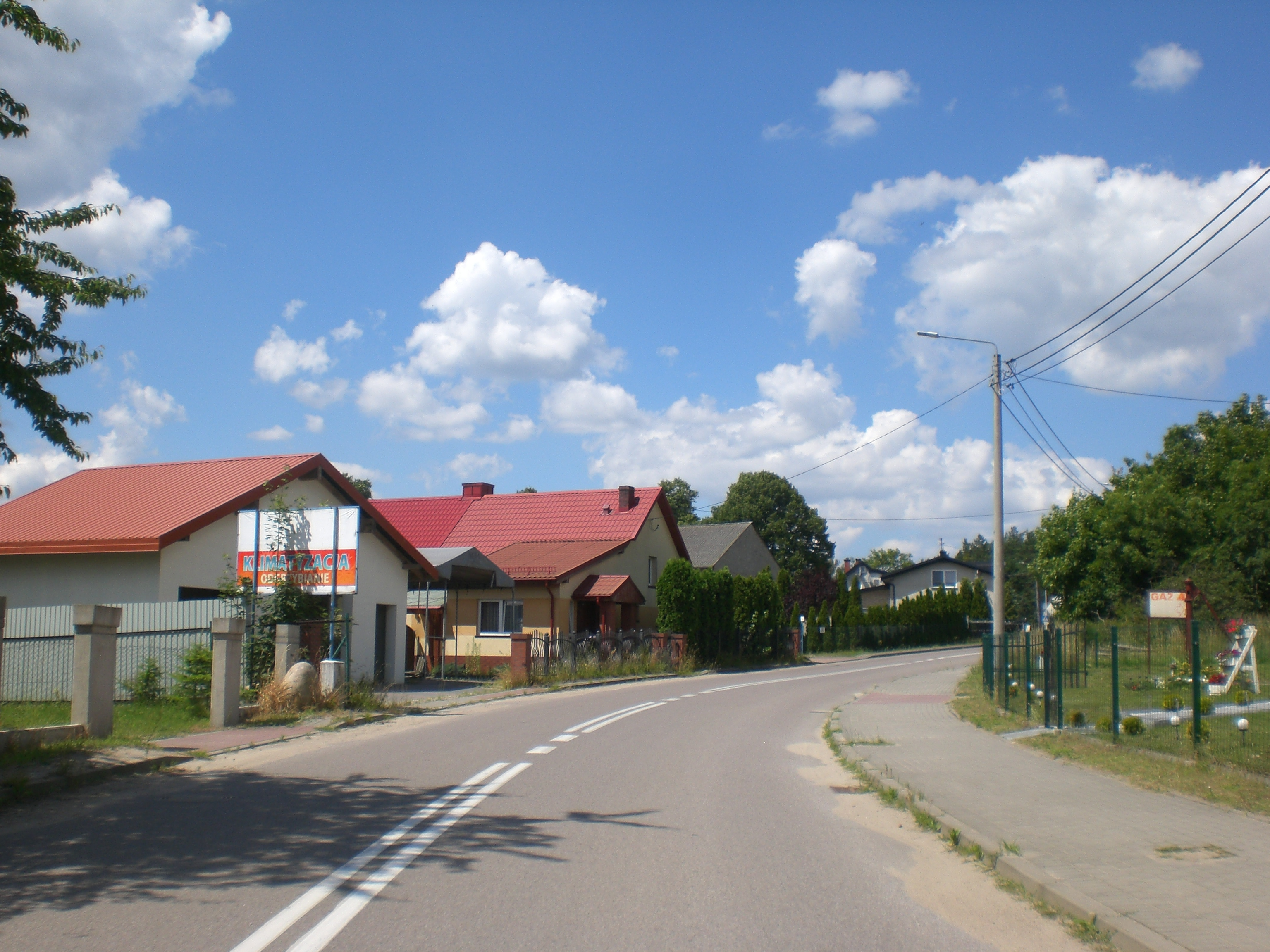
Dorfstraße (2024)

## Geschichte
In den Zinstabellen von 1437 des Deutschen Ordens wird Nawffze als ein kassubisches Panengut mit Naturallieferung aufgeführt. Schon zur damaligen Zeit war der Gutsbezirk in mehrere Adelsanteile aufgespalten. Um 1780 hatte der Gutsbezirk Nawitz fünf Vorwerke und neun Feuerstellen (Haushaltungen).  Schon um 1730 war auch ein Zweig der (evangelischen) Familie Grumbkow in Nawitz vertreten. Am Ende des 18. Jahrhunderts hatten vier verschiedene Besitzer Anteile an Nawitz, darunter auch Georg Friedrich von Grumbkow. Der Hauptmann Nicolaus Martin Friedrich von Grumbkow (1762–1807) kaufte zwei weitere Anteile auf und befand sich 1801 im Besitz von Nawitz A, C und D. Anteil B besaß der Landschaftsrat a. D. Xaver von Lewinski; nach weiteren Besitzerwechseln kam der Gutsbezirk Nawitz am 26. Oktober 1903 an die Landbank in Berlin, die ihn in Rentengüter aufteilte: ein Restgut (Besitzer: Müller) und 17 Ansiedlerstellen.
Am 17. September 1909 wurde der  Gutsbezirks Nawitz in eine Landgemeinde gleichen Namens umgewandelt.
Anfang der 1930er Jahre hatte die Landgemeinde Nawitz eine Flächengröße von 4,9 km². Innerhalb der Gemeindegrenzen standen insgesamt 32 bewohnte Wohnhäuser an zwei verschiedenen Wohnstätten:
1. Nawitz
2. Schönwalde

Um 1935 gab es in Nawitz einen Gemischtwarenladen, eine Molkerei, eine Schmiede und eine Stellmacherei.
Bis 1945 bildete Nawitz eine Landgemeinde im Landkreis Lauenburg in Pommern im Regierungsbezirk Köslin der preußischen Provinz Pommern im Deutschen Reich. Nawitz war dem Amtsbezirk Roslasin zugeordnet.
Gegen Ende des Zweiten Weltkriegs besetzte Anfang März 1945 die Rote Armee die Region. Bald darauf wurde der Kreis Lauenburg von der Sowjetunion zusammen mit ganz Hinterpommern der Volksrepublik Polen zur Verwaltung überlassen. Anschließend begann die Zuwanderung polnischer Zivilisten, von denen die einheimischen Dorfbewohner aus ihren Häusern und Gehöften gedrängt wurden. Der Ortsname Nawitz wurde zu Nawcz polonisiert. In der darauf folgenden Zeit wurden die einheimischen Dorfbewohner von der polnischen Administration aus Nawitz vertrieben.

### Demographie
| Jahr | Einwohner | Anmerkungen                                                         |
| ---- | --------- | ------------------------------------------------------------------- |
| 1818 | 70        | Dorf, adlige Besitzung                                              |
| 1822 | 75        | Dorf, mit dem Vorwerk Borrow oder Ewald                             |
| 1852 | 108       | Dorf                                                                |
| 1867 | 135       | am 3. Dezember, Gutsbezirk                                          |
| 1871 | 123       | am 1. Dezember, Gutsbezirk, davon 62 Evangelische und 61 Katholiken |
| 1910 | 217       | am 1. Dezember, Gutsbezirk                                          |
| 1925 | 242       | darunter 220 Evangelische und 22 Katholiken                         |
| 1933 | 222       | [ 13 ]                                                              |
| 1939 | 255       | [ 13 ]                                                              |

## Kirche

### Dorfkirche

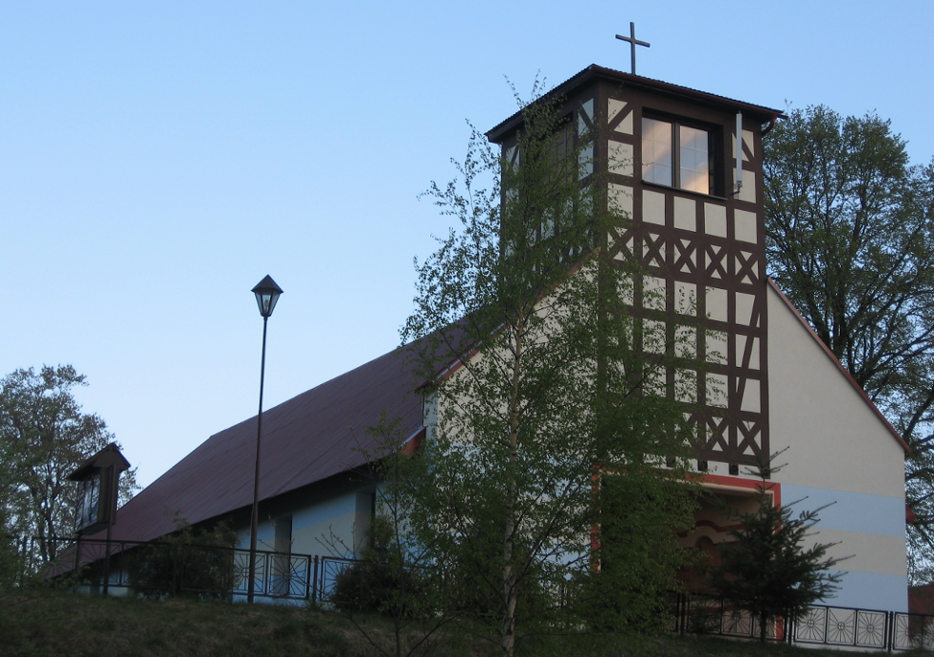
Dorfkirche (2014), bis 1945 Gotteshaus der evangelischen Gemeinde Nawitz

Nach dem Zweiten Weltkrieg wurde das evangelische Gotteshaus von der polnischen Administration zugunsten der Römisch-katholischen Kirche in Polen zwangsenteignet und vom polnischen katholischen Klerus ‚neu geweiht‘.
Um 1769 hatte ein katholischer Anteilsbesitzer des Gutsbezirks Nawitz an einen evangelischen Geistlichen die Stolgebühr zu entrichten.

### Kirchspiel bis 1945
Die vor 1945 hier lebenden Dorfbewohner gehörten mit großer Mehrheit der evangelischen Konfession an. Die evangelischen Einwohner von Nawitz gehörten zum evangelischen Kirchspiel in Spechtshagen (früher Zinzelitz).
Das katholische Kirchspiel war in Roslasin.

### Polnisches Kirchspiel seit 1945
Die seit 1945 und Vertreibung der einheimischen Dorfbewohner anwesende polnische Einwohnerschaft ist überwiegend katholisch.
Hier lebende evangelische Polen sind dem weit entfernten Pfarramt der Kreuzkirchengemeinde in Stolp in der Diözese Pommern-Großpolen der Evangelisch-Augsburgischen Kirche in Polen zugeordnet, deren nächstgelegene Predigtstätte in Lębork (Lauenburg in Pommern) ist.